# Margrethe Vestager
Margrethe Vestager (Glostrup, 13 de abril de 1968) es una política danesa del Partido Social Liberal y de los Liberales y Demócratas por Europa, que ha ocupado diversos ministerios daneses y es actualmente comisaria de Competencia y vicepresidenta primera en la Comisión Europea presidida por Ursula von der Leyen, habiendo ejercido el primero también en la Comisión Juncker (2014-2019).

## Biografía
Hija del eclesiástico Hans Vestager y diplomada en Economía por la Universidad de Copenhague en 1993, empezó a trabajar en el Ministerio de Finanzas donde completó, tras cinco años, la totalidad de su carrera.

## Trayectoria política
El 23 de marzo de 1998 fue nombrada ministra de Educación y de Asuntos Eclesiásticos en el gobierno de centroizquierda de Poul Nyrup Rasmussen, pero perdió ese último cargo en la crisis de gobierno del 20 de diciembre de 2000.
Tras las elecciones legislativas de 2001, fue elegida diputada en el parlamento danés, mientras el centroderecha llegó al poder. Reelegida en 2005, fue nombrada presidenta del RV y de su grupo parlamentario el 15 de junio de 2007 y condujo a su partido a uno de los peores resultados en las elecciones legislativas de 2007 con solo el 5,1% de los votos y 9 diputados. Sin embargo, se mantiene al frente del partido y consigue obtener el 9,5% de los votos y 17 diputados en las elecciones legislativas de 2011, el mejor resultado desde 1973. El 3 de octubre de ese año es nombrada ministra de Economía e Interior en el gobierno de centroizquierda de Helle Thorning-Schmidt, cargo que mantuvo hasta su designación como comisaria europea.
Desde el 2014 y hasta el 2024 ocupo el cargo de la principal reguladora antimonopolio de la Comisión Europea. Durante su mandato se destacó por ser de las primeras funcionarias gubernamentales del mundo en presentar agresivamente casos y multas contra Google, Apple y Amazon por realizar prácticas comerciales ilegales y tratar de bloquear la competencia. Gracias a ella, Europa es considerada hoy en día como la pionera en la aplicación de leyes más duras contra las empresas tecnológicas. En los últimos años, los reguladores estadounidenses han seguido los pasos de Europa y han presentado demandas antimonopolio contra Google, Apple, Meta y Amazon. Los reguladores de Corea del Sur, Australia, Brasil, Canadá y otros países también se están enfrentando a los gigantes tecnológicos. Sin embargo, muchos expertos en tecnología han criticado el enfoque de Vestager, diciendo que ha dañado la industria tecnológica europea y ha agrandado su reputación como creadora de normas burocráticas. 

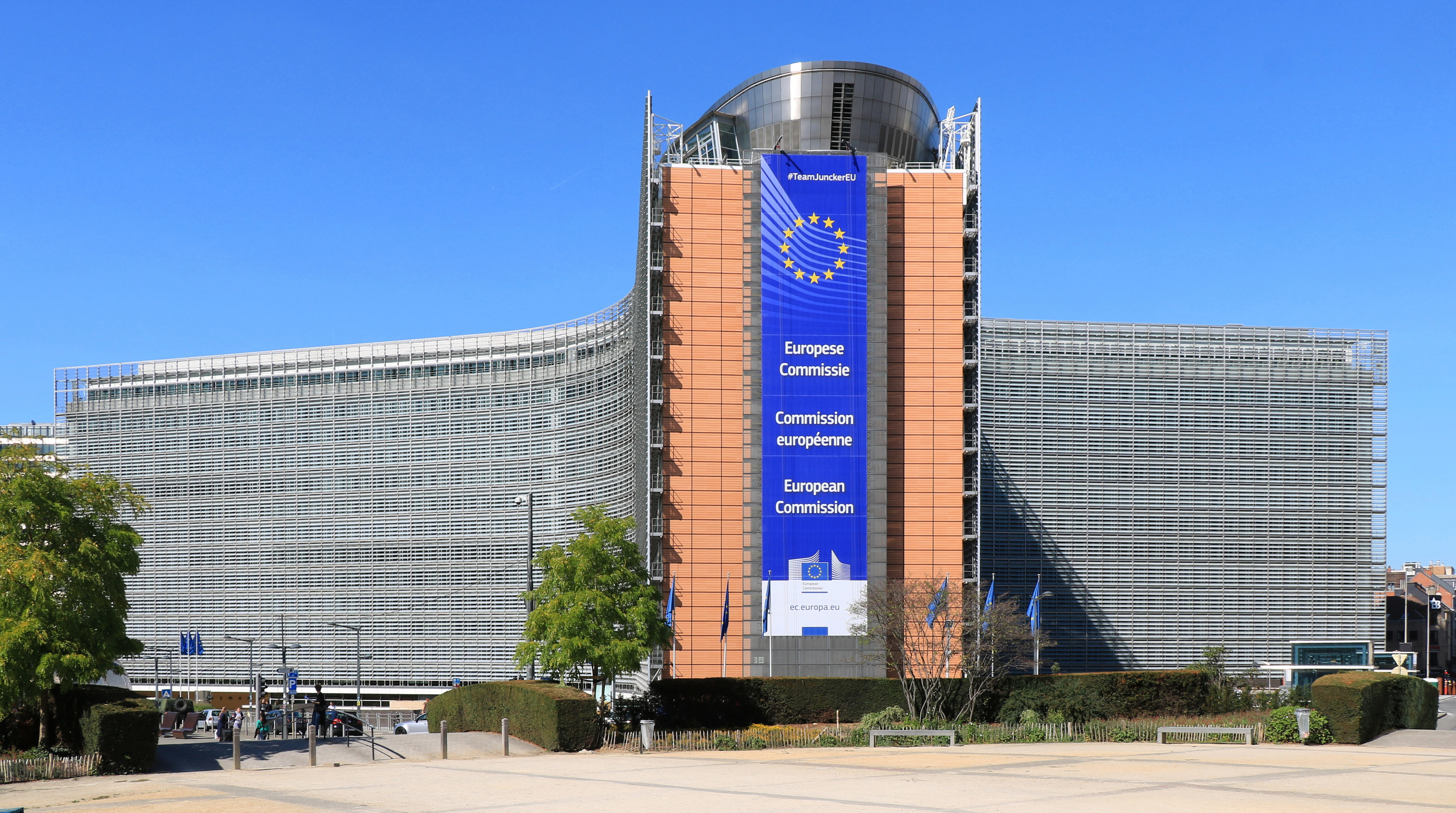
Sede de la Comisión Europea.